# Destin Papou Makita
Destin « Papou » Makita est un footballeur congolais, né le 23 octobre 1984 à Brazzaville.
Il joue au poste de défenseur central et il compte 40 sélections avec l'équipe nationale du Congo.

## Carrière
- 2012-2014: Missile FC Gabon
- 2011-2012: AC Léopards de Dolisie Congo
- 2010-2011: Alahly Tripoli
- 2009-2010: AC Léopards de Dolisie Congo
- 2007-2009 : Orlando Pirates ( Afrique du Sud)
- jusqu'en 2007 : Téléstars FC ( Gabon)

## Palmarès
- 2012 : Vainqueur de la coupe de la CAF et de la Super Coupe du Congo avec AC Léopards.
- 2010 : Vainqueur de la coupe CEMAC avec l'équipe nationale du Congo
- 2009 : Vice-Champion d'Afrique du Sud avec Orlando Pirates FC
- 2008 : Vainqueur de la Coupe Telkom avec Orlando Pirates FC
- 2007 : Vainqueur de la coupe CEMAC avec l'équipe nationale du Congo et finaliste de la Coupe Super(8) avec Orlando Pirates FC
- 2006 : Vainqueur de la Coupe du Gabon avec Telestars FC
- 2005 : Vainqueur de la Coupe de l'UNIFFAC des clubs avec Telestars FC
- 2004 : Vice-champion du Gabon avec Telestars FC